# Земська пошта Новомосковського повіту
Земська пошта Новомосковського повіту Катеринославської губернії відкрилася 1 грудня 1884 року.
Пошта відправлялася двічі на тиждень по 3 поштовим трактам у супроводі земських поштарів:

## Поштові тракти
Довжина кожного тракту становила приблизно 215 км (200 верст). Поза поштовими траками були тільки Жданівська (відправляли пошту через нарочного до Почино-Софіївки) і Новоселівська волості (відправляла пошту через нарочного до Новомосковську).
Перший тракт: Новомосковськ — Підгородне — Мануйлівка — Кам'янка — Лисаветівка перша — Паньківка — Шульгівка — Могилівка — Петриківка — Чаплинка — Очеретувате — Спаське — Новомосковськ.
Другий тракт: Новомосковськ — Миколаївка — Почино-Софіївка — Магдалинівка — Прядівка — Бабайківка — Юр'ївка — Гупалівка — Чернетчино — Котовка — Бузівка — Личкове — Перещепине — Воскресенівка — Голубівка — Губиниха — Вільне — Новомосковськ.
Третій тракт: Новомосковськ — Підгородне — Йозефсталь — Ігрень — Любимівка — Хорошеве — Лисаветівка 2-га — Карабинівка — Олександрівка — Панасівка — Попасне — Василівка — Знаменівка — Новомосковськ.
У земській поштовій управі працювали: земський почтмейстер, писарь, розсильний по місту Новомосковськ, три поштаря, збиравших пошту по траках.
За перші 10 років (1884–1894) пошта переслала 1263 тис. пакетів, листів (305 тисяч приватних листів), повісток, посилок, газет і журналів. На утримання пошти було витрачено 13 тис. карбованців.